# Kotes
Kotes (singular Kota, Kotu, Koter, Kotar, Kohatur, Kottur) és una tribú adivasi (aborigen) de l'Índia, que viu a les muntanyes Nilgiris al Tamil Nadu. No tenen tradicions sobre el seu origen però una altra tribu de la zona, els todes (singular toda), els pagesos de la zona, diuen que els kotes eren artesans que foren portats de les planes per treballar pels todes. Els estudis d'ADN els fan parents molts propers. El nom Kota derivaria de l'arrel "Ko" que vol dir rei. El lloc on viuen s'anomena "Kokkal". El nom "Kota-giri" vol dir "Muntanya dels kotes". El seu nom alternatiu, "kove", vol dir "rei".
La seva constitució és regular i són d'una altura mitjana acceptable, amb pell relativament clara (color coure) i els de color més clar de totes les tribus; el seu pèl és negre i llarg. Les dones són més baixes i amb un cos acceptable però de menys bon veure que els homes; el nas és arremangat i l'expressió buida. No tenen sistema de castes però estan dividits en keris o clans; un home d'un keri ha de buscar esposa en un altre keri; no poden tenir búfals en propietat però si vaques per consumir la llet però no les poden vendre; en canvi si que poden pasturar els búfals i són anomenats kuof o poble pastor. Mengen tota mena de carn. S'assenyala que prosperaven molt bé quan els ramats dels todes i dels bagades estaven separats dels seus. Són addictes al beure i fumar opi. Viuen en poblats de 50 a 60 cases de fang i palla i instal·lades irregularment. Cada poblat disposa d'una o dues cases perquè les dones s'hi puguin retirar per purificar-se.
Adoren un deu, Kamataraya, i a la seva dona i celebren dos festivals anuals, una en honor de la seva deïtat i una dels morts de l'any. les danses les han de fer almenys sis o vuit persones en una fila.
Els kotes es casen només amb una dona excepte si és estèril, cas en què poden agafar-ne una altra i llavors les dues esposes conviuen a la mateixa casa. Les vídues es poden tornar a casar. Les cerimònies funeràries són de dos tipus però en les dues hi ha sacrificis de búfals o vaques; els cossos són enterrats amb alguns objectes del difunt; després els ossos són recollits després i enterrats prop del lloc d'enterraments amb una pedra marcant el lloc; el crani, però, es deixa assecar i llavors es fa el segon funeral en dimarts o dijous; en el segon enterrament el crani és embolicat en un drap i posat en una cabana i després d'algunes cerimònies enterrat junt amb l'arc, les fletxes i altres objectes del difunt.
La llengua kota s'assembla al canarès. És del grup dravídic i el parlen unes 1500 persones.
Generalment els kotes són ferrers, fusters, basters, fabricants de cordes i paraigües, terrissers, músics i treballadors de l'or i plata. Al cens del 1881 només eren 1.062; no es barregen amb estrangers i s'han mantingut bastant purs. Vers el 2000 s'estimava que eren uns dos mil.